# Frank Boeckx
Frank Boeckx (Leuven, 27 september 1986) is een voormalig Belgisch profvoetballer die speelde als doelman. Zijn profjaren liepen van 2003 tot 2020. In 2010 won hij de Beker van België met KAA Gent en in 2017 werd hij Belgisch kampioen met RSC Anderlecht. Van 2020 tot 2023 was Boeckx aan de slag bij RSC Anderlecht als keeperstrainer.
Boeckx was reservedoelman op het Europees Kampioenschap voetbal onder de 21 in 2007 in Nederland. Boeckx' vader en grootvader waren ook doelman. 

## Carrière
Boeckx was vijf jaar doelman van Sint-Truiden en 5,5 jaar bij KAA Gent. Met de komst van Matz Sels en nieuwbakken coach Mircea Rednic in het seizoen 2013-2014 werd hem duidelijk gemaakt dat hij geen toekomst meer had bij Gent. Boeckx' rugnummer werd overgenomen door Sels en hij werd naar de B-kern verwezen.
Boeckx vertrok in januari 2014 bij KAA Gent en zat een half jaar zonder club, maar tekende in september 2014 een contract bij Antwerp FC.
Na een jaar in tweede klasse bij Antwerp FC transfereerde hij als derde doelman naar RSC Anderlecht, waar hij een contract voor één seizoen kreeg. In zijn eerste seizoen kwam hij geen minuut aan spelen toe, maar in het tussenseizoen vertrok eerste doelman Silvio Proto naar KV Oostende en werd Davy Roef eerste doelman, waarop Boeckx een contractverlenging kreeg en tweede doelman werd. Roef beging echter een paar blunders, waardoor Boeckx plots het vertrouwen kreeg als eerste doelman van trainer René Weiler. Hij werd op 18 mei 2017 kampioen met Anderlecht na een 1-3 overwinning op het veld van Charleroi. De verloren bekerwedstrijd van Anderlecht tegen Union (0-3) op 13 december 2018 was de laatste wedstrijd in zijn spelerscarrière.
Door aanhoudende rugklachten kwam Boeckx niet meer aan spelen toe en werd hij keeperstrainer bij de jeugd van RSC Anderlecht in de zomer van 2020. In april 2023 nam hij ontslag wegens privé-redenen.

## Statistieken
| Seizoen         | Club            | Land            | Competitie         | Competitie | Competitie | Beker | Beker | Internationaal | Internationaal | Totaal | Totaal |
| Seizoen         | Club            | Land            | Competitie         | Wed.       | Dlp.       | Wed.  | Dlp.  | Wed.           | Dlp.           | Wed.   | Dlp.   |
| --------------- | --------------- | --------------- | ------------------ | ---------- | ---------- | ----- | ----- | -------------- | -------------- | ------ | ------ |
| 2003/04         | Sint-Truiden    | Vlag van België | Jupiler Pro League | 12         | 0          | 0     | 0     | 0              | 0              | 12     | 0      |
| 2004/05         | Sint-Truiden    | Vlag van België | Jupiler Pro League | 0          | 0          | 0     | 0     | 0              | 0              | 0      | 0      |
| 2005/06         | Sint-Truiden    | Vlag van België | Jupiler Pro League | 8          | 0          | 0     | 0     | 0              | 0              | 8      | 0      |
| 2006/07         | Sint-Truiden    | Vlag van België | Jupiler Pro League | 13         | 0          | 0     | 0     | 0              | 0              | 13     | 0      |
| 2007/08         | Sint-Truiden    | Vlag van België | Jupiler Pro League | 10         | 0          | 0     | 0     | 0              | 0              | 10     | 0      |
| 2008/09         | KAA Gent        | Vlag van België | Jupiler Pro League | 2          | 0          | 0     | 0     | 0              | 0              | 2      | 0      |
| 2009/10         | KAA Gent        | Vlag van België | Jupiler Pro League | 2          | 0          | 0     | 0     | 0              | 0              | 2      | 0      |
| 2010/11         | KAA Gent        | Vlag van België | Jupiler Pro League | 5          | 0          | 5     | 0     | 0              | 0              | 10     | 0      |
| 2011/12         | KAA Gent        | Vlag van België | Jupiler Pro League | 14         | 0          | 4     | 0     | 0              | 0              | 18     | 0      |
| 2012/13         | KAA Gent        | Vlag van België | Jupiler Pro League | 17         | 0          | 2     | 0     | 1              | 0              | 21     | 0      |
| 2013/14         | KAA Gent        | Vlag van België | Jupiler Pro League | 10         | 0          | 0     | 0     | 0              | 0              | 10     | 0      |
| 2014/15         | Antwerp FC      | Vlag van België | Proximus League    | 29         | 0          | 1     | 0     | 0              | 0              | 30     | 0      |
| 2015/16         | RSC Anderlecht  | Vlag van België | Jupiler Pro League | 0          | 0          | 0     | 0     | 0              | 0              | 0      | 0      |
| 2016/17         | RSC Anderlecht  | Vlag van België | Jupiler Pro League | 24         | 0          | 1     | 0     | 1              | 0              | 26     | 0      |
| 2017/18         | RSC Anderlecht  | Vlag van België | Jupiler Pro League | 8          | 0          | 1     | 0     | 3              | 0              | 12     | 0      |
| 2018/19         | RSC Anderlecht  | Vlag van België | Jupiler Pro League | 0          | 0          | 1     | 0     | 1              | 0              | 2      | 0      |
| 2019/20         | RSC Anderlecht  | Vlag van België | Jupiler Pro League | 0          | 0          | 0     | 0     | 0              | 0              | 0      | 0      |
| Carrière totaal | Carrière totaal | Carrière totaal | Carrière totaal    | 154        | 0          | 15    | 0     | 6              | 0              | 175    | 0      |

## Erelijst
| Competitie        |         |         |         |         |
| Competitie        | Aantal  | Jaren   |         |         |
| AA Gent           | AA Gent | AA Gent | AA Gent | AA Gent |
| ----------------- | ------- | ------- | ------- | ------- |
| Beker van België  | 1x      | 2009/10 |         |         |
| RSC Anderlecht    |         |         |         |         |
| Belgisch kampioen | 1x      | 2016/17 |         |         |